# Xavi Quintillà
Xavier Quintillà Guasch (Lérida, 23 de agosto de 1996) es un futbolista español que juega como defensa en el Krasava Ypsonas de la Primera División de Chipre.
Es hermano del también futbolista Jordi Quintillà, quien juega como centrocampista en el FC St. Gallen.

## Trayectoria

### Inicios
Parte en la cantera del U. E. Lleida en donde permaneció durante siete años, realizando sus etapas desde Pre-benjamín hasta el primer Infantil. En 2009 llegó a La Masía del F. C. Barcelona junto a su hermano Jordi Quintillà (dos años mayor), sumándose a las filas del Infantil "A". Durante el 2010 pese a pertenecer al Cadete, disputaba sin problema alguno los partidos con el Juvenil "B" ganándose incluso la titularidad dentro del once como lateral zurdo e incluso de pivote; con el equipo de Sergi Barjuan quedó subcampeón del Mundial de Clubes de Madrid 2009-10. Lograría proclamarse campeón como cadete en la Mediterranean International Cup (MIC) imponiéndose por penaltis al R. C. D. Espanyol.
Tras eso, en 2011 consiguió conquistar la Liga Nacional y la Copa Cataluña, bajo las órdenes de García Pimienta. Al año siguiente pasaría a formar parte del Juvenil "A", tomando en este último un fuerte protagonismo gracias a Jordi Vinyals que incluso resultaría en ser convocado con el filial en la última jornada de la temporada 2012-13. Su buen nivel le permitiría jugar todo durante la campaña siguiente, resultando al final campeones de la División de Honor y además de la primera edición de la Liga Juvenil de la UEFA.
 Durante la posterior campaña, Quinti se convirtió en capitán y referente de la zaga culé, aunque el equipo no lograría buenos resultados quedando cuartos en la tabla de clasificación.

### F. C. Barcelona "B"
Debido a su influencia y crecimiento, en julio de 2015 renovó como azulgrana hasta 2018, pasando a tener ficha del Barça "B" comandado por Gerard López. Debutó de manera oficial el 22 de septiembre contra el U. E. Cornellà, quienes derrotaron a los barcelonistas por 2-1; siendo Xavi sustituido en el minuto 40' por Elohor Godswill.

### Villarreal
En septiembre de 2017 pasó libre al Villarreal C. F., para jugar en el filial en Segunda División B.
A principios de 2019 debutó en Primera División e inició la temporada 2019-20, ya como miembro de la primera plantilla, siendo titular.
El 18 de agosto de 2020 fue cedido al Norwich City F. C. una temporada. Lo mismo sucedió el 9 de julio de 2021, marchándose esta vez al C. D. Leganés. Después de esta segunda cesión ya no se incorporó al conjunto castellonense, siendo traspasado el 4 de julio de 2022 al C. D. Santa Clara portugués.
El 11 de agosto de 2023 regresó al fútbol español después de firmar por la A. D. Alcorcón. En este equipo disputó 24 encuentros y en junio de 2024, al expirar su contrato, fichó por el APOEL de Nicosia. Estuvo una única campaña, en la que marcó tres goles en veinte partidos, y en julio de 2025 se unió al Krasava Ypsonas.

## Estadísticas
Actualizado al último partido disputado el 3 de febrero de 2025.
| Club                          | Div.          | Temporada     | Liga  | Liga  | Copas nacionales | Copas nacionales | Copas internacionales | Copas internacionales | Total | Total |
| Club                          | Div.          | Temporada     | Part. | Goles | Part.            | Goles            | Part.                 | Goles                 | Part. | Goles |
| ----------------------------- | ------------- | ------------- | ----- | ----- | ---------------- | ---------------- | --------------------- | --------------------- | ----- | ----- |
| F. C. Barcelona "B" · España  | 2.ª B         | 2015-16       | 8     | 0     | —                | —                | —                     | —                     | 8     | 0     |
| F. C. Barcelona "B" · España  | Total club    | Total club    | 8     | 0     | 0                | 0                | 0                     | 0                     | 8     | 0     |
| Lleida Esportiu · España      | 2.ª B         | 2016-17       | 29    | 0     | 2                | 0                | —                     | —                     | 31    | 0     |
| Lleida Esportiu · España      | Total club    | Total club    | 29    | 0     | 2                | 0                | 0                     | 0                     | 31    | 0     |
| Villarreal C. F. "B" · España | 2.ª B         | 2017-18       | 30    | 1     | —                | —                | —                     | —                     | 30    | 1     |
| Villarreal C. F. "B" · España | 2.ª B         | 2018-19       | 22    | 3     | —                | —                | —                     | —                     | 22    | 3     |
| Villarreal C. F. "B" · España | Total club    | Total club    | 52    | 4     | 0                | 0                | 0                     | 0                     | 52    | 4     |
| Villarreal C. F. · España     | 1.ª           | 2018-19       | 7     | 0     | 1                | 0                | 1                     | 0                     | 9     | 0     |
| Villarreal C. F. · España     | 1.ª           | 2019-20       | 19    | 0     | 4                | 0                | —                     | —                     | 23    | 0     |
| Villarreal C. F. · España     | Total club    | Total club    | 26    | 0     | 5                | 0                | 1                     | 0                     | 32    | 0     |
| Norwich City F. C. Inglaterra | 2.ª           | 2020-21       | 11    | 2     | 1                | 0                | —                     | —                     | 12    | 2     |
| Norwich City F. C. Inglaterra | Total club    | Total club    | 11    | 2     | 1                | 0                | 0                     | 0                     | 12    | 2     |
| C. D. Leganés · España        | 2.ª           | 2021-22       | 15    | 1     | 3                | 0                | —                     | —                     | 18    | 1     |
| C. D. Leganés · España        | Total club    | Total club    | 15    | 1     | 3                | 0                | 0                     | 0                     | 18    | 1     |
| C. D. Santa Clara Portugal    | 1.ª           | 2022-23       | 13    | 1     | 4                | 0                | ―                     | ―                     | 17    | 1     |
| C. D. Santa Clara Portugal    | Total club    | Total club    | 13    | 1     | 4                | 0                | 0                     | 0                     | 17    | 1     |
| A. D. Alcorcón · España       | 2.ª           | 2023-24       | 22    | 0     | 2                | 0                | ―                     | ―                     | 24    | 0     |
| A. D. Alcorcón · España       | Total club    | Total club    | 22    | 0     | 2                | 0                | 0                     | 0                     | 24    | 0     |
| APOEL de Nicosia Chipre       | 1.ª           | 2024-25       | 20    | 3     | 2                | 0                | 13                    | 0                     | 35    | 3     |
| APOEL de Nicosia Chipre       | Total club    | Total club    | 20    | 3     | 2                | 0                | 13                    | 0                     | 35    | 3     |
| Krasava Ypsonas Chipre        | 1.ª           | 2025-26       | 0     | 0     | 0                | 0                | ―                     | ―                     | 0     | 0     |
| Krasava Ypsonas Chipre        | Total club    | Total club    | 0     | 0     | 0                | 0                | 0                     | 0                     | 0     | 0     |
| Total carrera                 | Total carrera | Total carrera | 196   | 11    | 19               | 0                | 14                    | 0                     | 229   | 11    |
| 1. 2.                         |               |               |       |       |                  |                  |                       |                       |       |       |

## Palmarés

### Campeonatos nacionales
| Título                    | Club                        | País   | Año  |
| ------------------------- | --------------------------- | ------ | ---- |
| División de Honor Juvenil | F. C. Barcelona Juvenil "A" | España | 2014 |
| Supercopa de Chipre       | APOEL de Nicosia            | Chipre | 2024 |

### Campeonatos internacionales
| Título                  | Club                        | País  | Año  |
| ----------------------- | --------------------------- | ----- | ---- |
| Liga Juvenil de la UEFA | F. C. Barcelona Juvenil "A" | Suiza | 2014 |